# Episodi di Thunderbirds (seconda stagione)
Questa è una lista degli episodi della seconda stagione della serie britannica Thunderbirds prodotto da Century 21 Productions.
| nº | Titolo originale       | Titolo italiano           | Prima TV USA     | Prima TV Italia |
| -- | ---------------------- | ------------------------- | ---------------- | --------------- |
| 1  | Atlantic Inferno       | Inferno nell'Atlantico    | 2 ottobre 1966   |                 |
| 2  | Path of Destruction    | La via della distruzione  | 9 ottobre 1966   |                 |
| 3  | Alias Mr. Hackenbacker | La sfilata di moda        | 16 ottobre 1966  |                 |
| 4  | Lord Parker's 'Oliday  | Le vacanze di Lord Parker | 23 ottobre 1966  |                 |
| 5  | Ricochet               | Rimbalzo                  | 6 novembre 1966  |                 |
| 6  | Give or Take a Million | Natale a sorpresa         | 25 dicembre 1966 |                 |

## Inferno nell'Atlantico
- Titolo originale: Atlantic Inferno
- Diretto da: Desmond Saunders
- Scritto da: Alan Fennell

### Trama
Jeff, obbligato da Penelope, si prende una vacanza, lasciando l'International Rescue in mano a Scott, che dovrà affrontare un'emergenza molto difficile senza aiuti, risolvendola al meglio.

## La via della distruzione
- Titolo originale: Path of Destruction
- Diretto da: David Elliott
- Scritto da: Donald Robertson

### Trama
Una nuova macchina è pronta per sradicare alberi, ma quando va fuori controllo per via dell'avvelenamento dei piloti, l'International Rescue deve intervenire.

## La sfilata di moda
- Titolo originale: Alias Mr. Hackenbacker
- Diretto da: Desmond Saunders
- Scritto da: Alan Pattillo

## Le vacanze di Lord Parker
- Titolo originale: Lord Parker's 'Oliday
- Diretto da: Brian Burgess
- Scritto da: Tony Barwick

## Rimbalzo
- Titolo originale: Ricochet
- Diretto da: Brian Burgess
- Scritto da: Tony Barwick

## Natale a sorpresa
- Titolo originale: Give or Take a Million
- Diretto da: Desmond Saunders
- Scritto da: Alan Pattillo

### Trama
Un bambino, il giorno di Natale, è ospite dei Tracy per conoscere la base e il personale dell'International Rescue.